# Franco Pepe
Franco Pepe (Caiazzo, Italia, 18 de julio de 1963) es un chef italiano especializado en pizza, o pizzaiolo, reconocido internacionalmente como uno de los mejores del mundo. Es el protagonista de uno de los capítulos de la serie documental de Netflix Chef's Table: Pizza y dueño del restaurante Pepe In Grani en Caiazzo, Italia.

## Biografía

### Carrera
Su abuelo era panadero, mientras que sus padres tenían un restaurante llamado Osteria Pizzeria Pepe en la Piazza Porta Vetere de Caiazzo -un pueblo de casi 6000 habitantes en la región de Campania, cerca de Nápoles-, donde Franco Pepe aprendió el oficio.
Cuando su padre murió en 1996, Pepe y sus hermanos sintieron la responsabilidad de continuar con la pizzería. Sin embargo, por diferencias en la visión del negocio, él se separó de ellos y abrió su propio local.
En 2012 abrió su restaurante Pepe In Grani en un palacete histórico construido en el siglo XVIII en el centro histórico de Caiazzo.
En 2022 creó Pizza Hub, una guía digital de gastronomía para recorrer los lugares del Alto Casertano de donde provienen las materias primas que utiliza en su cocina.
En 2022 fue el protagonista de uno de los capítulos de la serie documental de Netlifx Chef's Table: Pizza.

### Técnicas
Franco Pepe utiliza un método tradicional para preparar la masa con un equipo especial que la hace diariamente a mano utilizando tres tipos de harina.
Su pizza más popular es la Margherita Sbagliata, que tiene una base de mozzarella, y luego de cocinar la masa, le agrega salsa de tomate y salsa de albahaca. Otro de sus platos más conocidos es La Crisommola, una pizza frita cubierta con mermelada de damasco y requesón de búfala.

### Premios y reconocimientos
Franco Pepe recibió en 2017 el premio Il Cappello d'Oro por promover a través de sus platos la cultura de Campania, mientras que en 2019 y 2020 recibió la distinción de Cavaliere dell'Ordine al Merito della Repubblica Italiana.
Además, ha sido reconocido como el Mejor Pizzaiolo del Año por la publicación Food and Travel, los Pizza Awards Italia (2019), y de forma consecutiva por The Best Chef Awards en sus ediciones de 2021 y 2022.
Su pizzería Pepe in Grani ha sido galardonada con Tres Spicchi de la revista gastronómica italiana Gambero Rosso durante diez años consecutivos, ocupa el primer puesto en la sección Europe Cheap Eats de la guía Opinionated About Dining 2020, figura como la pizzería más votada del mundo en el libro de Daniel Young Where to eat pizza y fue la primera pizzería en formar parte de los 50 Best Discovery de la guía The World’s 50 Best Restaurants en 2019.
Sus pizzas han sido galardonadas en las categorías Mejor Pizza de Italia, Mejor Pizza Tradicional y Mejor pizza de Campania en Pizza Awards Italia, y en particular la Margherita Sbagliata y la Crisommola han sido elegidas como Pizzas del Año por Gambero Rosso, y la ‘Scarpetta’ y la ‘Ananascosta’ como Plato del Año por Identità Golose.
El crítico gastronómico Jonathan Gold describió su pizza en un artículo de Food & Wine como “probablemente la mejor pizza del mundo”.
La experta en comida italiana Faith Willinger, autora de Eating in Italy, dijo que la pizza de Pepe es su favorita en Italia y la chef Nancy Silverton, por su parte, lo ha calificado como el mejor pizzaiolo del mundo".